# Terra Brava
A Terra Brava é uma zona Montanhosa portuguesa localizada na freguesia açoriana da Agualva, concelho da Praia da Vitória, ilha Terceira, arquipélago dos Açores.
Este acidente montanhoso encontra-se geograficamente localizado na parte Noroeste da ilha Terceira, eleva-se a 719 metros acima do nível do mar e encontra-se intimamente relacionado com Maciço Montanhoso do Pico Alto, do qual conjuntamente com o Pico Alto faz parte.
Esta formação geológica localizada no centro da ilha Terceira tem escorrimento pluvial de águas para a costa marítima a Noroeste e teve na sua formação geológica escorrimento lávico predominantemente em direcção ao mar também para o Noroeste da ilha Terceira, onde deu origem a altas arribas e a recortadas baías.
Este conjunto montanhoso foi formador de parte importante do Noroeste da ilha eleva-se em diferentes cotas de altitude, tendo o ponto mais elevado no Pico Alto a 809 metros acima do nível do mar.
Toda a área da Terra Brava é ocupada por uma rica floresta de vegetação endémica, típica da Macaronésia, que ocupa uma área de aproximadamente 6 quilómetros quadrados, englobando o Maciço do Pico Alto, o Pico do Boi, o Pico do Juncal, o Pico Agudo, o Pico Alto.
Este local apresenta-se, dada a ausência humana, um local com grande quantidade de vegetação típica da Macaronésia, endémica, e pela sua variedade, riquíssima.
Nas encosta e sopé do Pico Agudo brota cedro-do-mato, louro, urze-rasteira, tamujo, sanguinho, pau-branco, azevinho, romania e outras herbáceas endémicas, vários musgos de diferentes tamanhos e tonalidades, bem como diversos fetos e alguns exemplares de uma trepadeira rara, denominada Smilax canariensis.
O núcleo florestal desta paisagem é composto por uma floresta densa e primitiva, onde a orientação é por vezes muito difícil. Apresentando um relevo muito irregular e anárquico. Surgem acentuados declives, muitas vezes a pique, fendas profundas, algumas das quais formam autênticos labirintos.